# St. Ägidius (Kirchamper)

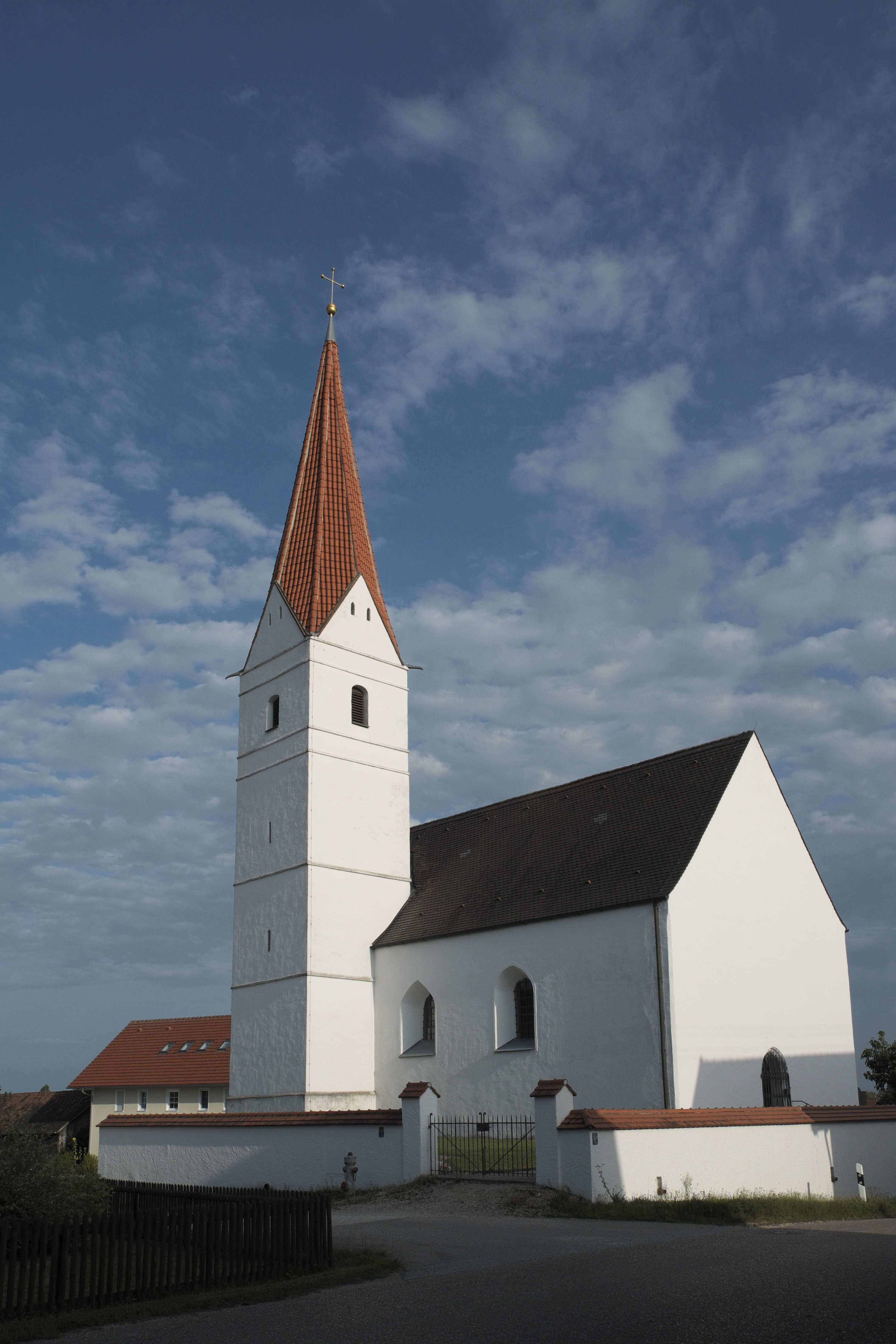
St. Ägidius in Kirchamper

St. Ägidius ist eine römisch-katholische Filialkirche im Gemeindeteil Kirchamper der Stadt Moosburg an der Isar im oberbayerischen Landkreis Freising. Sie steht unter Denkmalschutz und wird in der Liste der Baudenkmäler in Moosburg an der Isar als Baudenkmal unter der Nr. D-1-78-143-104 geführt. Sie gehört zum Pfarrverband Zolling im Dekanat Freising des Erzbistums München und Freising.

## Beschreibung
Die spätgotische Saalkirche besteht aus dem Langhaus, dem vom romanischen Vorgängerbau erhaltenen eingezogenen Chor im Osten und dem mit einem spitzen Helm bedeckten Chorflankenturm an der Nordwand des Chors.
Die Innenräume von Langhaus und Chor sind mit  Sterngewölben überspannt. Die Kirchenausstattung ist neugotisch. Der Hochaltar wird von den Skulpturen der Maria und des heiligen Sylvester flankiert.